# Edward Courtenay (12e comte de Devon)
Edward Baldwin Courtenay, 12e comte de Devon (7 mai 1836 - 15 janvier 1891), appelé Lord Courtenay entre 1859 et 1888, est un pair britannique et homme politique conservateur.

## Jeunesse
Il est le fils de William Courtenay (11e comte de Devon), et de sa femme Elizabeth, fille de Hugh Fortescue (1er comte Fortescue). Il fait ses études à Westminster School, avant d'aller à Christ Church, Oxford.

## Carrière politique
Il est député d'Exeter pour le Parti conservateur de 1864 à 1868 et de Devon East pendant deux ans de 1868 à 1870 avant de démissionner. John Kennaway le remplace dans sa deuxième circonscription. Ìl est connu pour son plaidoyer en faveur des droits des femmes et rejoint le Club d'Albemarle un club de membres ouvert aux hommes et aux femmes. En 1888, il succède à son père dans le comté et entre à la Chambre des lords, après quoi il devient gouverneur de la Chartreuse de Londres et lieutenant-adjoint pour le Devonshire.
Lord Devon est décédé célibataire en janvier 1891, à l'âge de 54 ans. Il traversait Trafalgar Square et a titubé pour appeler un taxi et se faire ramener à sa résidence. Il tombe inconscient et meurt après son arrivée. Il était considéré comme souffrant d'apoplexie. Les funérailles ont lieu le 21 janvier, le corps étant enfermé dans trois cercueils, l'un en orme, l'autre en plomb et l'autre en chêne. Son oncle, Hugh Courtenay, lui succède au comté. Ses restes sont inhumés à l'église près du château de Powderham aux côtés de ceux de ses ancêtres.